# 수에즈만

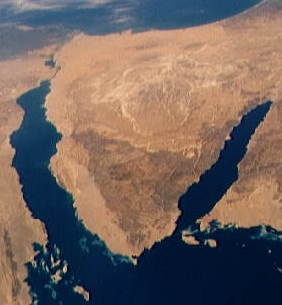
우주왕복선 STS-40에서 촬영한 시나이반도, 수에즈만(서쪽), 아카바만(동쪽)의 위성 사진

수에즈만(아랍어: خليج السويس 할리그 아수와이스[*])은 시나이반도로 나뉜 홍해의 서쪽 만이다. 만 어귀에서 수에즈 운하 입구의 수에즈까지의 길이는 약 314 km이다.
깊이는 상부 0~100km까지는 100m 내외이고 중부쪽은 100~200km까지는 150m 내외이고 하부쪽은 200~280km까지는 200m 내외이고 최하부쪽인 280~315km까지는 수심이 매우깊어 1000m까지 이른다.
수에즈만은 아시아와 아프리카의 경계가 된다.